# کارترویل (میزوری)
کارترویل (به انگلیسی: Carterville) یک شهر در ایالات متحده آمریکا است که در شهرستان جاسپر، میزوری واقع شده‌است. کارترویل ۶٫۷۳ کیلومتر مربع مساحت و ۱٬۸۹۱ نفر جمعیت دارد و ۳۰۰ متر بالاتر از سطح دریا قرار دارد.